# Mari Jungstedtová
Mari Jungstedtová (nepřechýleně Jungstedt, * 31. října 1962 Stockholm) je švédská novinářka a spisovatelka detektivních románů.

## Životopis
Vystudovala žurnalistiku ve Stockholmu. Pracovala jako reportérka pro švédské veřejnoprávní rádio a televizi a příležitostně moderovala denní talk show Förkväll na TV4. Jungstedtová žije ve Stockholmu. Je vdaná a má dvě děti. Její manžel pochází z města Visby na ostrově Gotland, kde rodina tráví letní dovolenou.

## Dílo
Její romány se odehrávají na ostrově Gotland a jako hlavní postavy v nich vystupují kriminální komisař Andres Knutas a novinář Johan Berg. Dva z jejích románů byly zfilmovány pro švédskou televizi.
- 2003 – Den du inte ser (česky Neviditelný, Kniha Zlín, 2012)
- 2004 – I denna stilla natt (česky Této tiché noci, Kniha Zlín, 2012)
- 2005 – Den inre kretsen (česky Vnitřní kruh, Kniha Zlín, 2013)
- 2006 – Den döende dandyn (česky Umírající dandy, Kniha Zlín, 2013)
- 2007 – I denna ljuva sommartid (česky Vražedné léto, Kniha Zlín, 2014)
- 2008 – Den mörka ängeln (česky Temný anděl, Kniha Zlín, 2014)

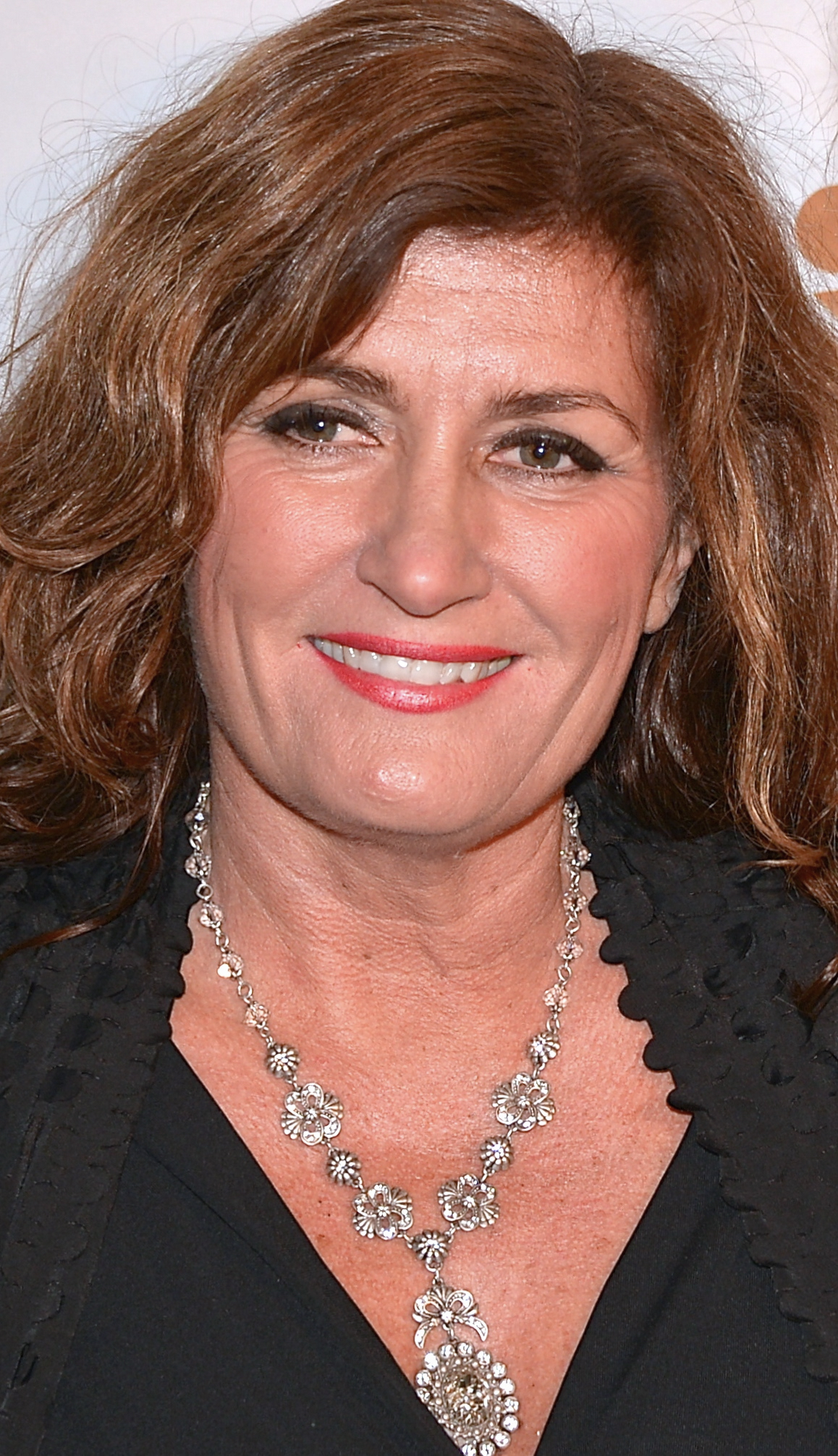
Mari Jungstedtová (2013)

- 2009 – Den dubbla tystnaden
- 2010 – Den farliga lekenMari Jungstedtová (2013)
- 2011 – Det fjärde offret
- 2012 – Den sista akten
- 2013 – Du går inte ensam